# Caloptilia mutilata
Caloptilia mutilata là một loài bướm đêm thuộc họ Gracillariidae. Nó được tìm thấy ở Thổ Nhĩ Kỳ.